# Orbara
Orbara – gmina w Hiszpanii, w Nawarze, o powierzchni 8,99 km². W 2011 roku gmina liczyła 43 mieszkańców.